# Černý rybník (Zdechovice)
Černý rybník, někdy nazývaný též Pilský rybník je rybník o rozloze 3,09 ha nalézající se asi 0,8 km severně od centra obce Zdechovice v okrese Pardubice. Rybník je součástí areáli sloužícího pro sportovní rybolov. Pod hrází rybníka se v minulosti nalézal mlýn, který v roce 1901 vyhořel.

## Galerie

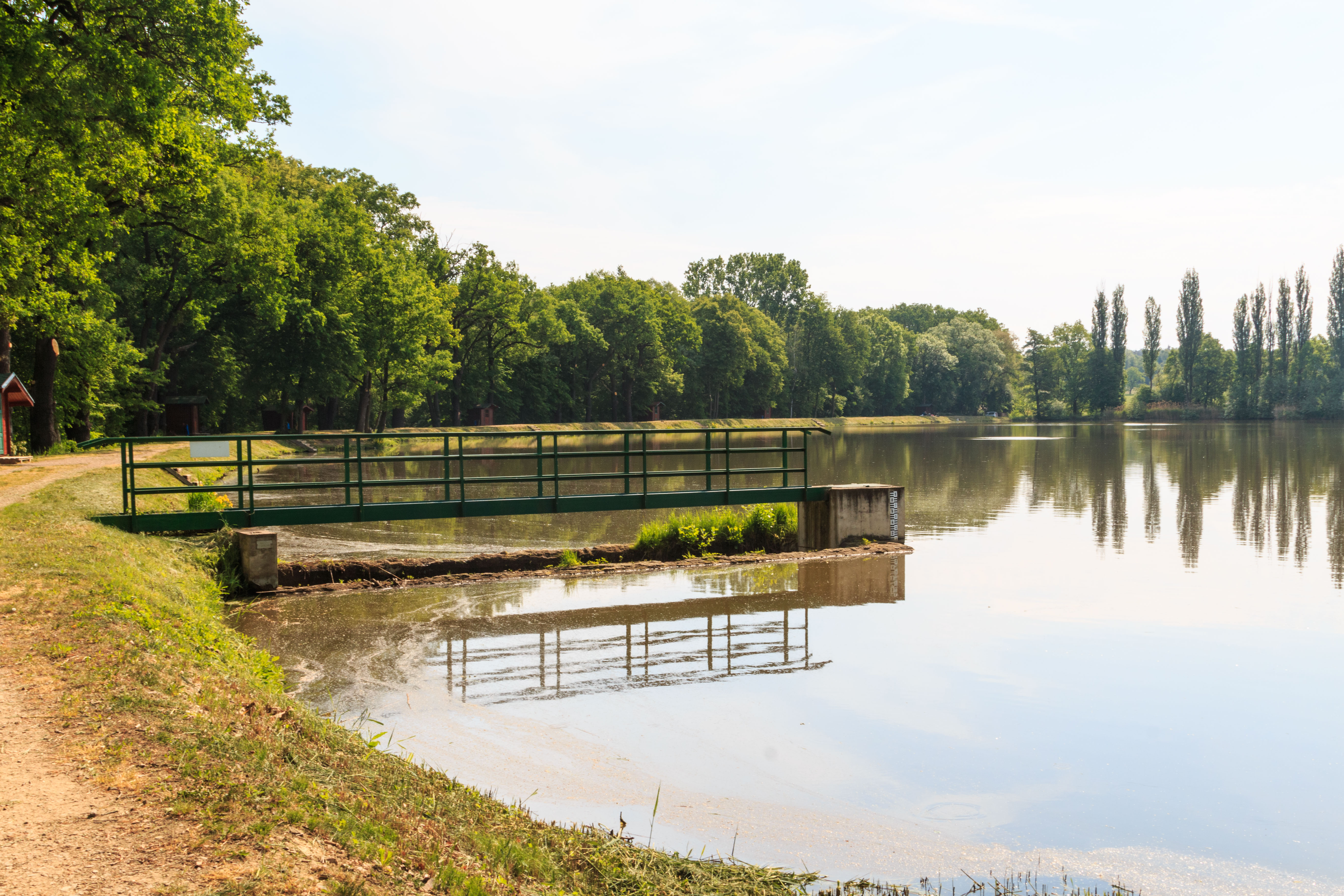
pohled na Černý rybník u Zdechovic
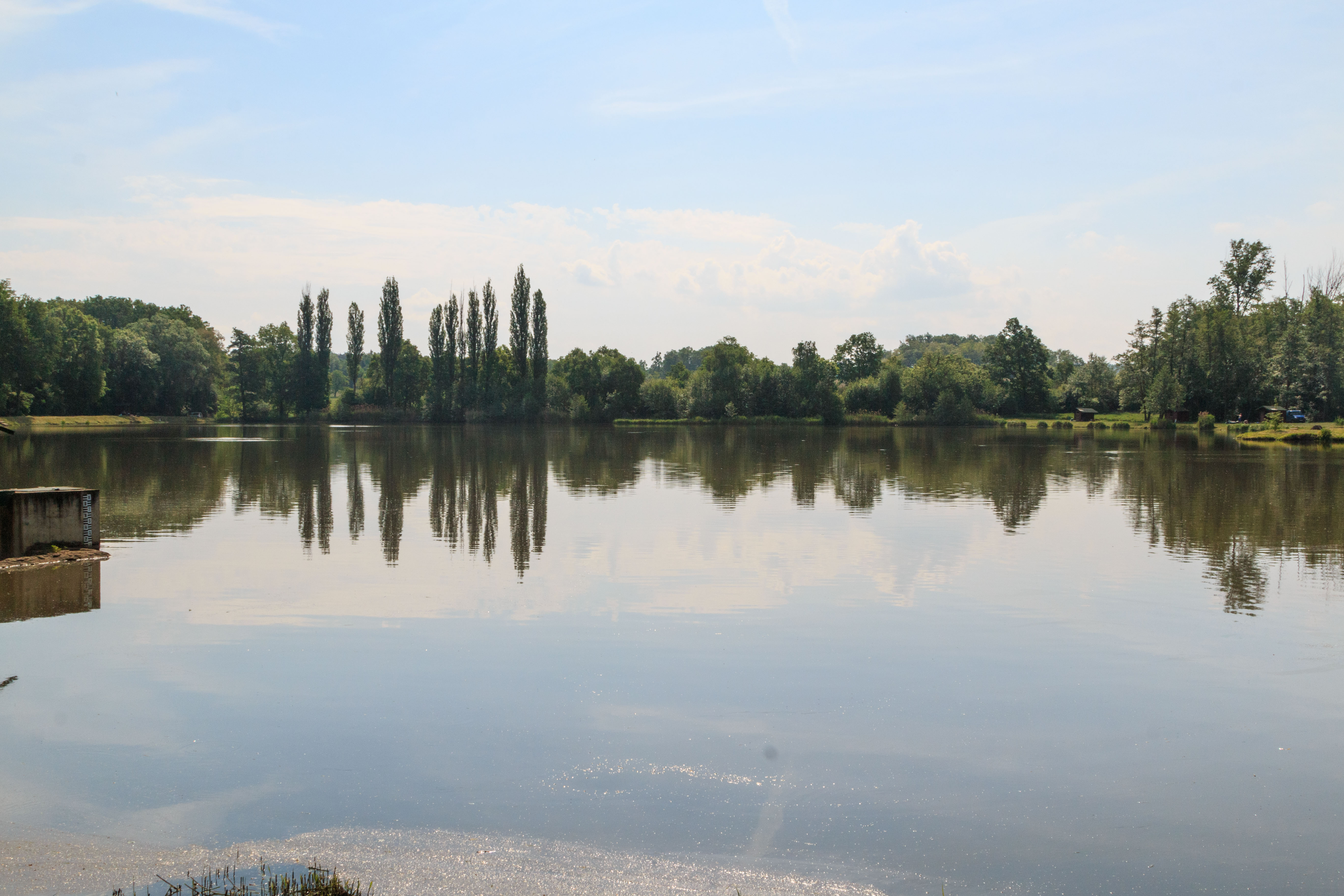
pohled na Černý rybník u Zdechovic
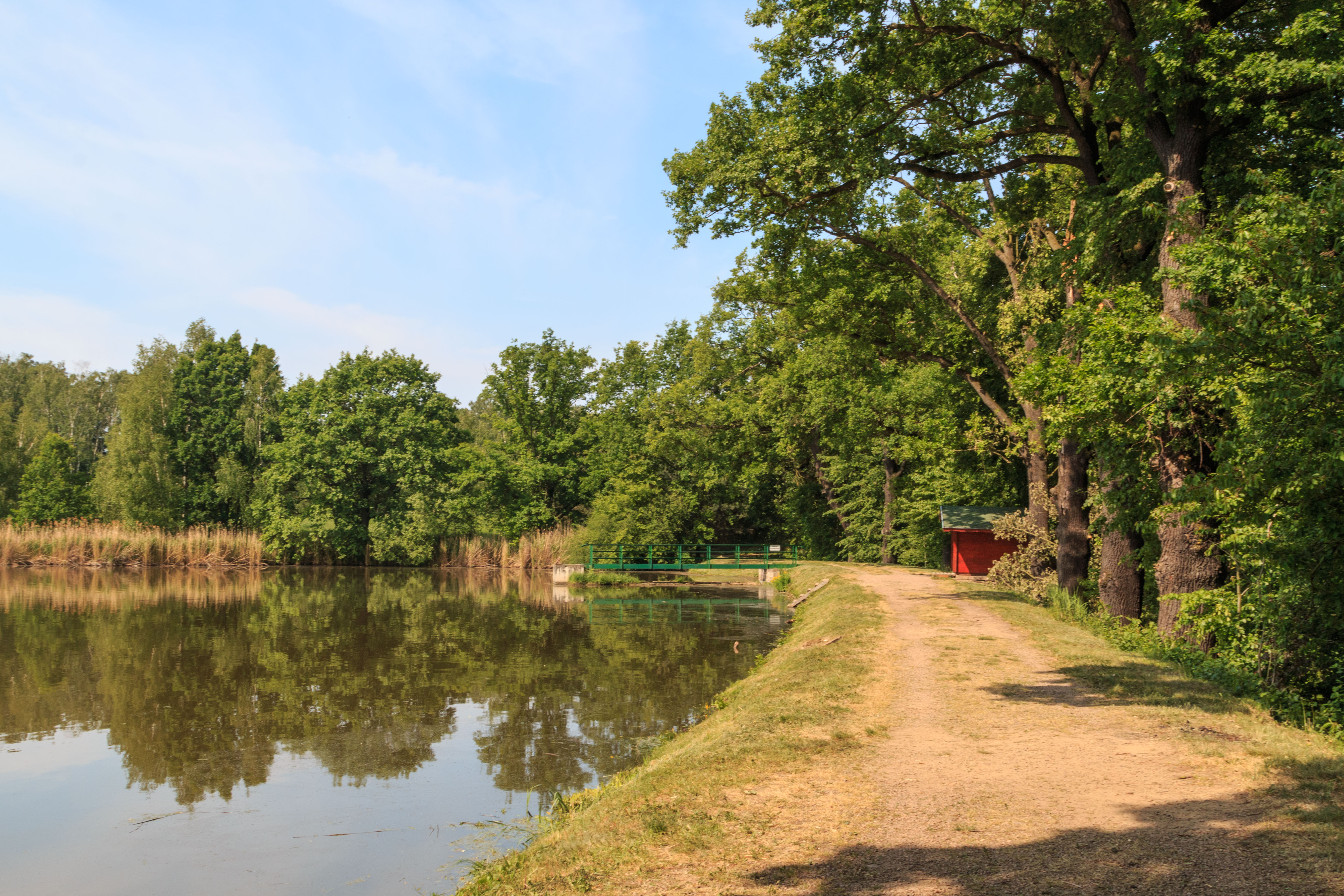
pohled na Černý rybník u Zdechovic
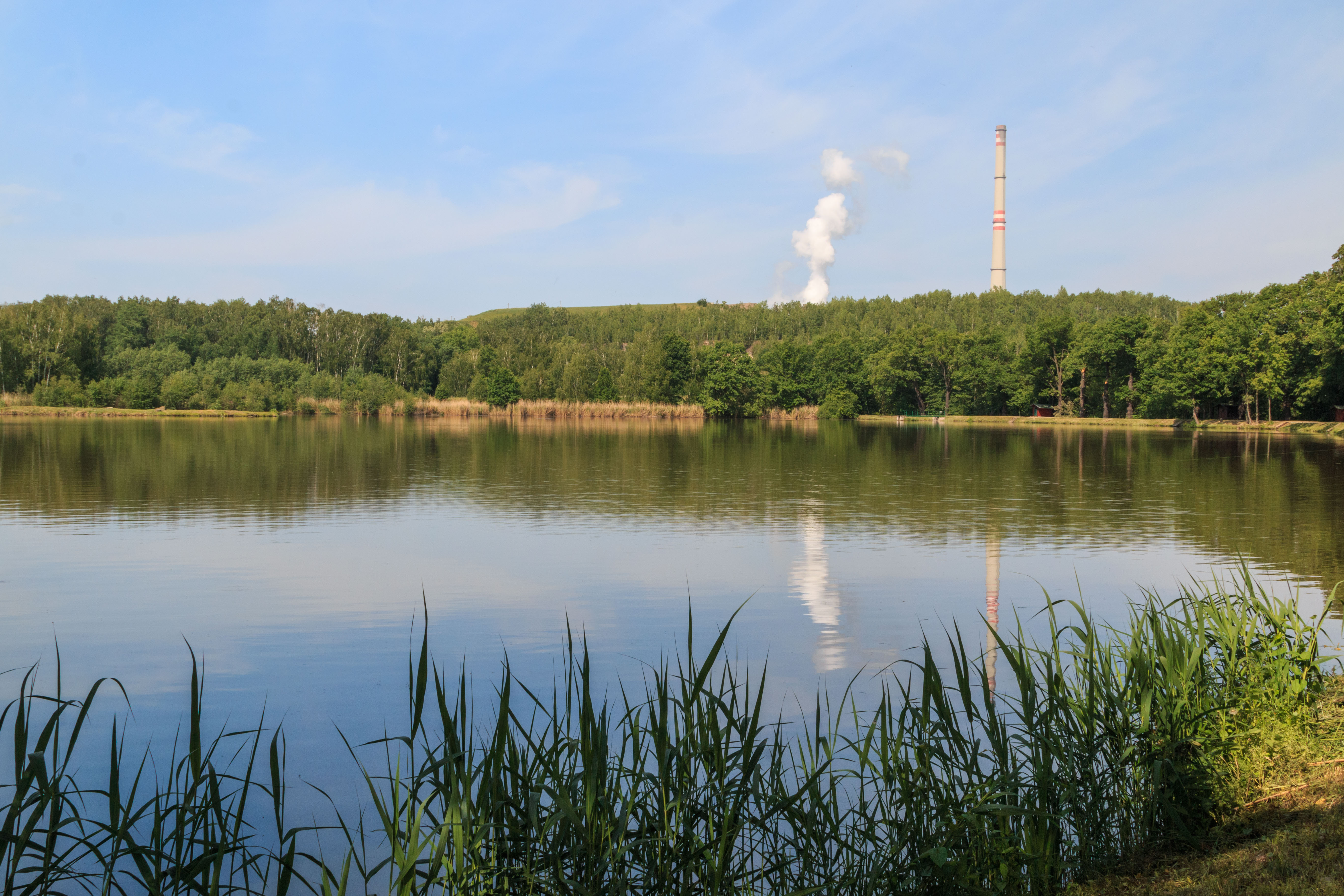
pohled na Černý rybník u Zdechovic